# Cheng Hao
Cheng Hao (程顥, 1032-1085), est un philosophe chinois de la dynastie Song, frère de Cheng Yi (1033-1107). Représentant du néoconfucianisme, il est considéré comme le principal initiateur de l'École de l'Esprit.